# Odd Hilt
Odd Hilt, född 8 mars 1916 i Drammen, död 9 december 1986 i Oslo, var en norsk skulptör.
Hilt läste vid Statens håndverks- og kunstindustriskole och från 1933 till 1936 vid Statens Kunstakademi. Den första gången hans verk visades var på Høstutstillingen i Oslo 1935, och hans första separata utställning ägde rum 1936. Under andra världskriget var han aktiv i motståndsrörelsen, fängslades i Falstad och flydde därefter till Sverige. Fram till 1945 bodde han i Stockholm.
Bland hans verk finns såväl avbildningar av barn och ungdomar som monumentala, naturalistiska figurer och krigsminnesmärken. Han var verksam vid restaureringen av Nidarosdomen, till vilken han bidrog bland annat med allegoriska figurer föreställande årets månader.